# Allocosa hirsuta
Allocosa hirsuta är en spindelart som först beskrevs av Friedrich Wilhelm Bösenberg och Lenz 1895.  Allocosa hirsuta ingår i släktet Allocosa och familjen vargspindlar. Inga underarter finns listade i Catalogue of Life.